# Parabembras
Parabembras är ett släkte av fiskar. Parabembras ingår i familjen Parabembridae.
Parabembras är enda släktet i familjen Parabembridae.
Kladogram enligt Catalogue of Life:
| Parabembras | \| \| Parabembras curtus \| \| \| \| \| \| Parabembras robinsoni \| \| \| \| |
|             | \| \| Parabembras curtus \| \| \| \| \| \| Parabembras robinsoni \| \| \| \| |
|             | Parabembras curtus                                                           |
|             |                                                                              |
|             | Parabembras robinsoni                                                        |
|             |                                                                              |